# Świchowski

Herb Świchowski I odmienny

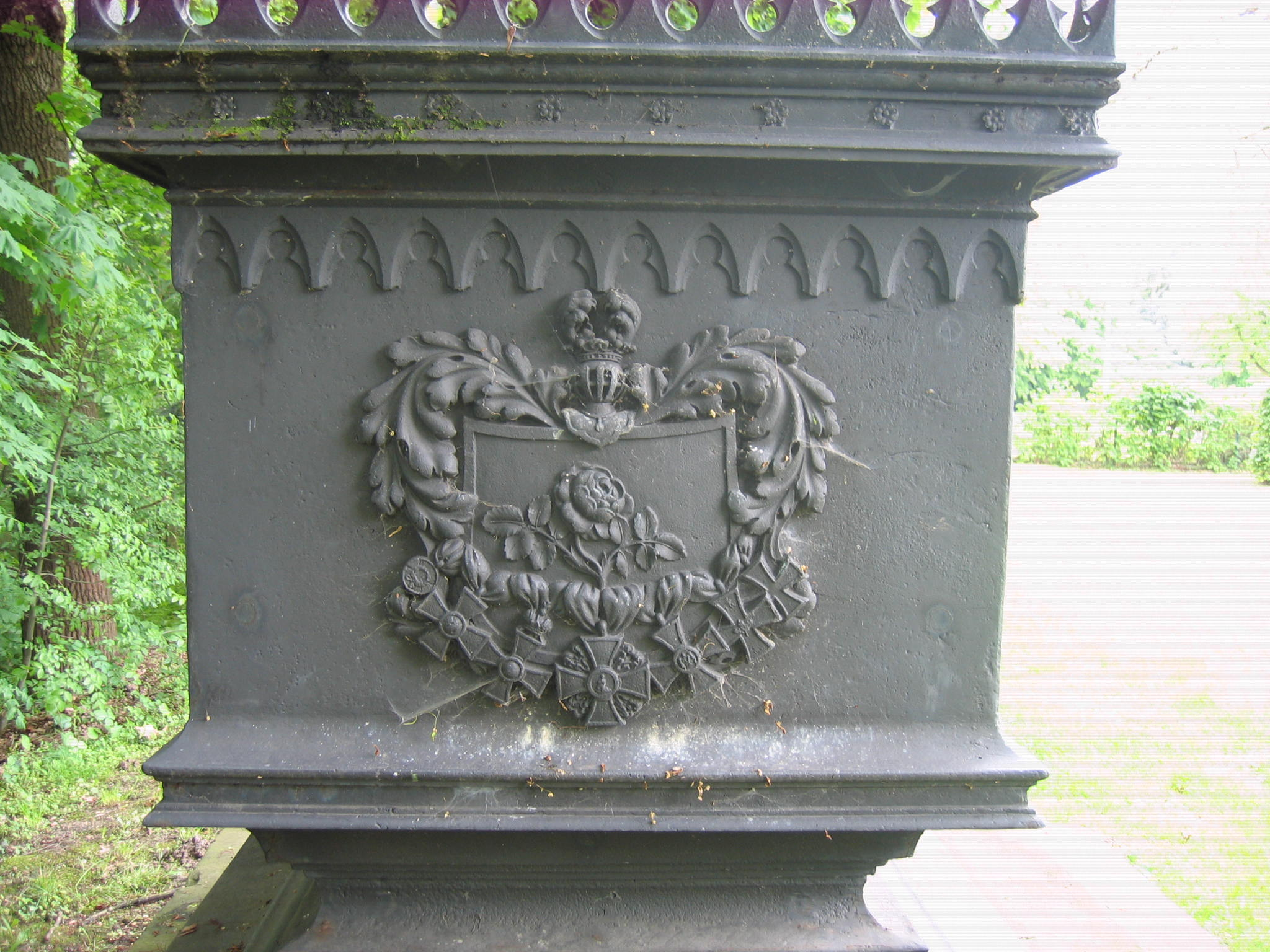
Herb na pomniku Michaela Ernsta von Schwichow z 1825 roku

Świchowski (Schwichow, Swichowski, Rezorke, Retzarge, Retziorcke, Retzork, Rezork, Rzurke, Róża) – herb szlachecki, używany przez rodzinę osiadłą na Kaszubach. Herb własny rodziny Świchowskich.

## Opis herbu
Herb znany przynajmniej w dwóch wariantach. Opisy z wykorzystaniem klasycznych zasad blazonowania:
Świchowski I: W polu czerwonym róża srebrna na ulistnionej łodydze zielonej. Klejnot: nad hełmem bez korony (lub z koroną) dwie nogi gryfa złote z opierzeniem srebrnym (także czerwone i bez opierzenia) szponami do wewnątrz. Labry czerwone, podbite srebrem.
Świchowski I odmienny: W polu czerwonym róża naturalna srebrna na łodydze ulistnionej zielonej. Klejnot: nad hełmem w koronie dwie łapy gryfa złote szponami do wewnątrz. Labry czerwone, podbite srebrem.

## Najwcześniejsze wzmianki
Herb po raz pierwszy pojawił się na mapie Pomorza Lubinusa z 1618 roku oraz w tzw. "starym" herbarzu Siebmachera z XVII wieku. Jednakże tam w klejnocie były same szpony gryfa. Następnie herb odnotowały herbarze: tzw. "nowy" Siebmacher (Der Adel des Königreichs Preußen, 1906), Bagmihla (Pommersches Wappenbuch, 1855), Ledebura (Wappenbuch der Preussischen Monarchie, 1832) i Żernickiego (Der polnische Adel, 1900, Die polnischen Stammwappen, 1904). Wariant I odmienny znany jest z pomnika generała Michaela Ernsta von Schwichow (1759-1823) wystawionego w 1825 w Minden.

## Herbowni
Świchowski (Schwichow, Schwichowen, Schwichowski, Schwychowski, Swichowski, Swiechowski, Swychowski, Sychowski, Szwichowski, Szychowski, Świechowski, Zwichow, błędnie Schneichow).

### Rodzina Świchowskich
Nazwisko tej rodziny pochodzi od wsi Świchowo i Świchówko w ziemi lęborskiej. Jej najwcześniej wzmiankowanymi przedstawicielami mogli być Marek ze Świchowa oraz Bogusz ze Świchowa i jego syn Lantosz, wymienieni w 1414 roku. W Świchowie dziedziczyły dwie rodziny, które w XVI wieku używały nazwiska Świchowski: Towuckich herbu Jeleń oraz Rezarków, omawianego tu herbu zwanego Róża. Przykładowy zapis podwójnego nazwiska to Schwichow oder Resorcken. Ponieważ jednak nazwisk dziedziców nie zawsze zapisywano podwójnie, trudno niekiedy odróżnić członków obu rodzin w zapiskach źródłowych. Potwierdzenia lenna na Świchowie i Świchówku Rezarkowie-Świchowscy otrzymywali w XVI i XVII wieku. Rodzina musiała stracić na znaczeniu pod koniec XVII wieku, skoro nie wymienia jej rejestr szlachty składającej przysięgę elektorowi brandenburskiemu w 1688 roku. Jednakże rodzina była nadal obecna w ziemi lęborskiej w XVII i XVIII wieku. Po 1862 roku nie posiadali już dóbr na Pomorzu, ale notowano ich w innych prowincjach państwa pruskiego. Przedstawicielem rodziny był Michael Ernst von Schwichow (1759-1823), generał pruski, bohater Bitwy Narodów.